# ノーラ B-52
ノーラ B-52は155mm52口径の自走榴弾砲であり、Vojnotehnički Institut社(Military Technical Institute Belgrade、セルビア)により開発された第4世代の火砲システムが搭載され、輸出や国内運用が行われている。
最初のノーラB自走砲はノーラCに基づいてMTIによって1984年に設計されたが(この時期はユーゴスラビアを除いてどの国も今日TMG(トラック搭載砲)と呼ばれる種類の兵器は持っていなかった)、この段階では152mm榴弾砲ノーラM84が搭載されており、45口径の砲が搭載されたセルビアPriboj社製8x8トラック車台および第３世代火砲システムで構成されていた。
2000年後半、MTI社は第4世代の火砲システムおよび155mm52口径の榴弾砲を搭載した新しいシステムのノーラファミリーをB-52として設計した。

## 派生型
バージョンにより異なるが、B-52の操作は完全自動化されており、それは36発の自動装填を含む。様々なバージョンが作られてきた:
1. K0 (最初の世代。オープントップ砲架。パワードライブをマニュアル操作し、光学照準であった)
2. K1(S) (K0のセミオープン砲架から変更し、全自動の、独立した自動弾道計算、自動発射、および制御システムを実現し、必要人員数を削減した)
3. M03 (セミオープン砲架。K0、K1設計に基づき自動化を進めたS仕様(S designation)であり、セルビア軍に採用された)
4. KE (セミオープン砲架。完全自動化された輸出仕様)
5. K-I (K1に装甲化され完全自動化されたクローズ砲塔。新型の強力なシャーシ、砲塔に発射弾道および速度の測定用レーダーを持ち、NBC防護能力を備えたキャビンおよび砲塔があり、自動化された駐鋤システムがあり、スモークグレネード発射機を持ち、キャビンと砲塔間の内線通話が可能である) S仕様でありセルビア軍に納入されている
6. 最新は開発中のK2であり、(25リッターの砲室、より高い連射速度、レーザー誘導の長射程砲弾、より少ない人員、新しい自動化された機能、25tに軽量化され、砲は自動的に移動状態に固定でき、新しいスモークおよびライトグレネードを持つ)

K設計はカマズ社のシャーシであり、数字の指定は主兵装装備のレベルによる北との関係による(main weapon in relationship to north)表記および輸出仕様によるものである。要求があればB-52榴弾砲に152mm砲を装備させることができる。
全てのバージョンは異なるシャーシ、装甲、砲塔、装填および補助システムを持つ。
全てのバージョンは自動化された装填システムを持ち、１つの砲による複数発同時弾着(MRSI)が可能である。
標準仕様にはコンピュータ化された砲制御システムおよび地表ナビゲーションシステムが搭載される。
防弾性能は小火器、榴弾の破片およびいくらかの地雷に対するものである。

## 採用実績

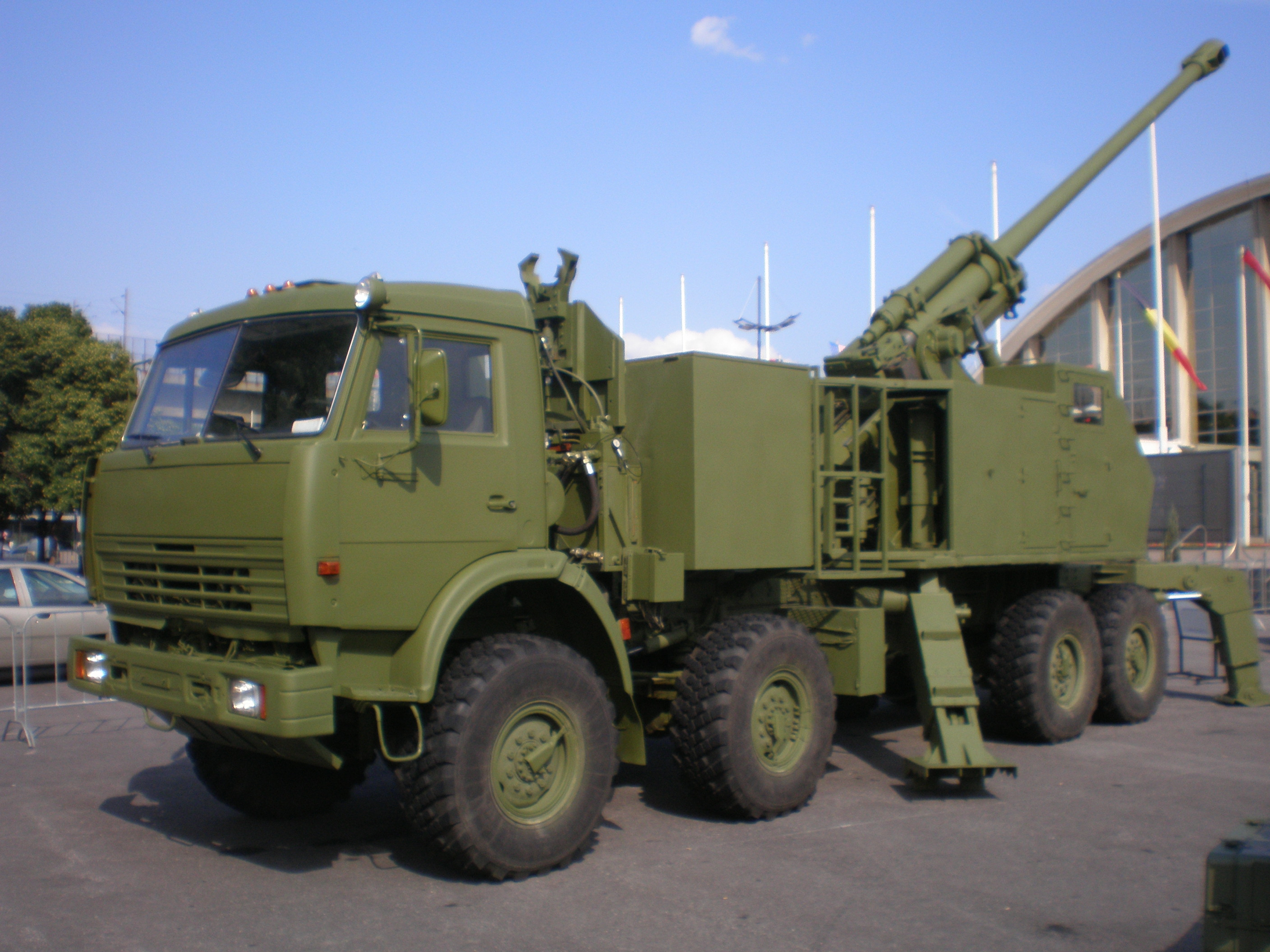
Nora B-52

セルビアはノーラB-52戦場火砲システム(K1、KE、KIを含むB-52ファミリー、BOV M11偵察車、BOV M10指揮車、およびに部隊砲制御および気象用車輌、弾薬運搬車など様々な車輌に搭載され、小隊用戦場火砲ソフト、部隊および分隊レベルが含まれる)をミャンマー、ケニヤ、バングラデシュに輸出している。
完全装備の部隊は通常6-12両の自走榴弾砲により構成される。1-2両のBOV M11偵察車、3両のBOV M10指揮車(小隊ごとに1両、および部隊に1両)、3-6両の弾薬運搬車、通信および作業車輌、2-3両の一般用補給車輌(燃料、食料、水など)および1-2両の砲撃指揮およびレーダーの搭載された火砲の目標指定用車輌である。
|          | 19式         | アーチャー  | カエサル          | ATMOS                         | ダナ                                  | ノーラ B-52                                  | G6-52       | 2S22         | RCH 155         | マルバ       |
| -------- | ------------ | ----------- | ----------------- | ----------------------------- | ------------------------------------- | -------------------------------------------- | ----------- | ------------ | --------------- | ------------ |
| 画像     |              |             |                   |                               |                                       |                                              |             |              |                 |              |
| 全長     | 11.21m       | 14.1m       | 10.0m             | 9.5m(本体)                    | 11.1m                                 | 11.0m                                        | 10.4m       | ?            | 10.4m           | 13.0m        |
| 全幅     | 2.5m         | 3.0m        | 2.55m             | 2.55m(本体)                   | 3.0m                                  | 2.95m                                        | 3.5m        | ?            | 2.99m           | 2.75m        |
| 全高     | 3.4ｍ        | 3.3-3.9m    | 3.7m              | ?                             | 2.85m                                 | 3.45m                                        | 3.4m        | ?            | 3.6m            | 3.1m         |
| 重量     | 25t以下      | 33.5t       | 17.7t             | 22t(参考)                     | 29t                                   | 34t(K-I) 25t(K2)                             | 46.5t       | 28t          | 39t以下         | 32t          |
| 最高速度 | 90km/h       | 65km/h      | 100km/h           | 80km/h(道路上) 30km/h(不整地) | 80km/h                                | 90km/h(道路上) 25km/h(砂利道) 15km/h(不整地) | 85km/h      | ?            | 100km/h(道路上) | 80km/h       |
| 乗員数   | 5名          | 3-4名       | 5名 （緊急時3名） | 4-6名                         | 5名                                   | 3-5名                                        | 3-5名       | 5名          | ?               | 5名          |
| 主砲     | 52口径155mm  | 52口径155mm | 52口径155mm       | 52口径155mm                   | 36.6口径152mm                         | 52口径155mm (砲室23L または25L)              | 52口径155mm | 52口径155mm  | 52口径155mm     | 47口径152mm  |
| 副武装   | －           | RWS×1       | －                | －                            | 7.62mm機銃 または 7.62mm/ 12.7mm RCWS | －                                           | －          | －           | －              | －           |
| 最大射程 | 不明         | 60km        | 50km              | 41km                          | 28km                                  | 58km 67km                                    | 67km        | 35-40km      | 40km            | 24.5km       |
| 発射速度 | 不明         | 8-9発/分    | 6-8発/分          | 4-9発/分                      | 5発/分                                | 6-12発/分                                    | 4発/分      | 4-8発/分     | 不明            | 7発/分       |
| 装填装置 | 自動アシスト | 自動        | 自動アシスト      | 自動アシスト                  | 自動                                  | 自動                                         | 自動        | 自動アシスト | 自動            | 自動アシスト |
| 装甲     | 不明         | ○           | △                 | △                             | ○                                     | ○                                            | ○           | ○            | ○               | △            |
| 備考     | [ 注 12 ]    |             | [ 注 13 ]         | [ 注 14 ]                     | [ 注 15 ]                             | [ 注 16 ]                                    |             |              | [ 注 17 ]       |              |

## 採用国

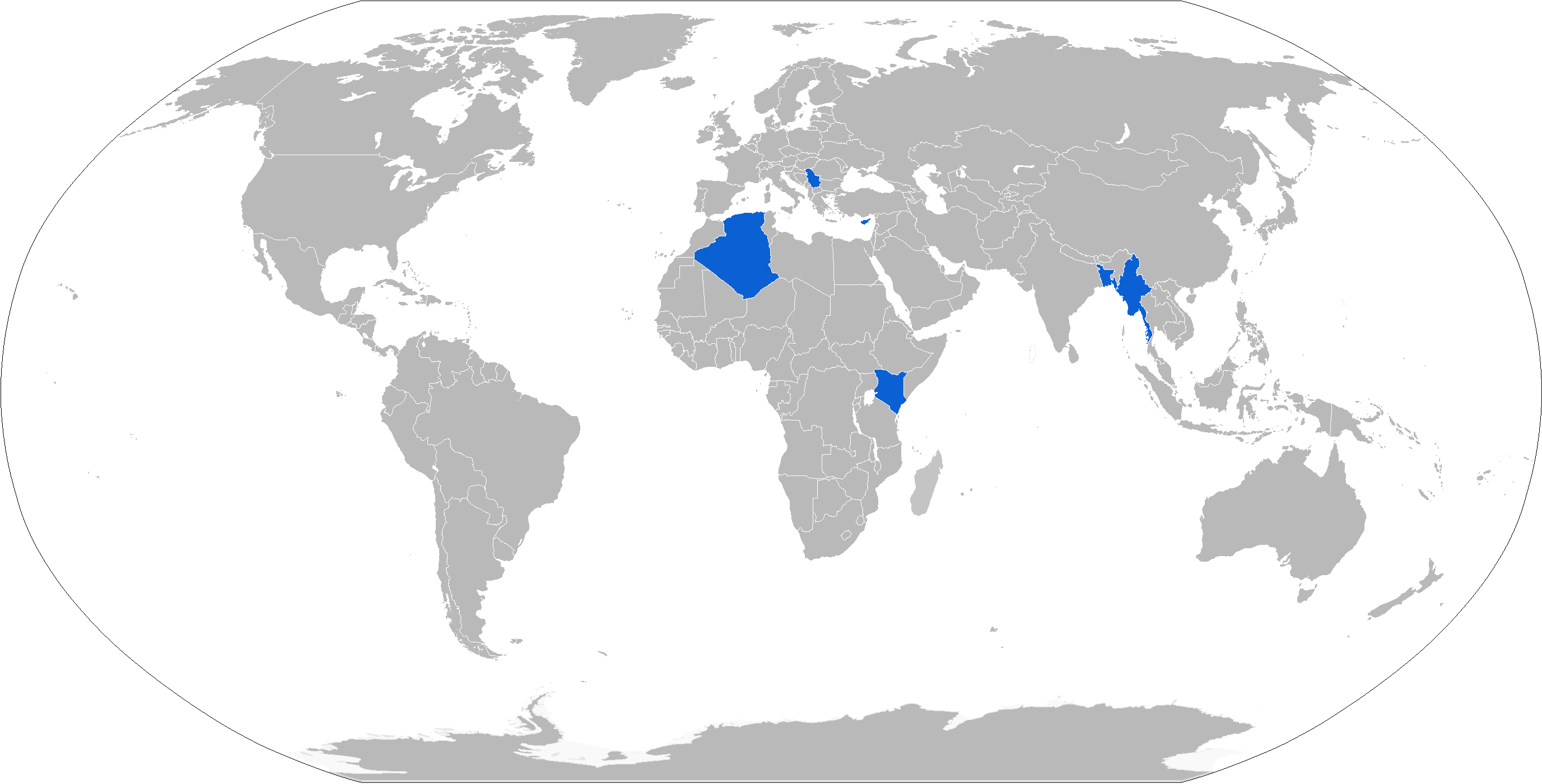
Map of Nora B-52 operators in blue

- アルジェリア

数は不明。
- バングラデシュ

18両のノーラB-52自走榴弾砲(SAGEM Sigma 30仕様にカスタマイズされる。慣性航法システムであり、単独でガイドおよび照準機能を持つ)を2011年に発注している。これらは2013年に受領されるであろう。12両が追加発注されている。
- キプロス

2023年時点で、キプロス国家守備隊が24両のノーラ B-52 アレクサンダーを保有している。
- ケニヤ

30両が注文され、6両が稼働している。
- ミャンマー

36両がミャンマー軍で稼働している。
- セルビア

18両のノーラB-52。